# René Bondoux
Pour les articles homonymes, voir Bondoux.
René Bondoux, né le 26 mai 1905 à Bar-sur-Aube et mort le 6 mai 2001 à Neuilly-sur-Seine, est un escrimeur, avocat et militaire français, grand officier de la Légion d'honneur et de l'ordre national du Mérite.

## Biographie
René Henri Georges est le fils de Georges Bondoux, conseiller à la Cour de cassation, et de Marguerite Allain-Targé. Il se marie le 20 août 1938 à Virginie Mitchel-Pellissier avec laquelle il a trois enfants.
Après des études au lycée Janson-de-Sailly puis à la faculté de droit de Paris, il devient avocat en octobre 1930 à la cour d’appel de Paris et premier secrétaire de la Conférence (1931-1932).
Escrimeur de haut-niveau, il est également membre de l'équipe de France de fleuret, et est à plusieurs reprises médaillé lors des Jeux olympiques et des championnats du monde dans les années 1930. 
Durant la Seconde Guerre mondiale, lieutenant de réserve de cavalerie, puis capitaine, René Bondoux se bat en Belgique en mai-juin 1940 avec le 68e groupe de reconnaissance de division d'infanterie (68e GRDI). Il est fait prisonnier à Dunkerque début juin 1940. Libéré en 1941, il entre dans la Résistance, passe en Espagne et rejoint l'Afrique française du Nord. Il se bat durant la campagne de Tunisie. Il débarque à la tête de son escadron du 2e régiment de dragons le 15 août 1944 en Provence et fait dans la 1re armée les campagnes de France et d'Allemagne. Il est remarqué par le général de Lattre de Tassigny qui le prend comme chef de cabinet. C'est à ce titre qu'il assiste à la capitulation sans condition de l'Allemagne nazie le 8 mai 1945 à Berlin. En 1945, il est décoré de la prestigieuse Distinguished Service Cross américaine pour « son héroïsme extraordinaire au combat contre les forces ennemies le 12 décembre 1944 ».
Après-guerre, il est membre du Conseil de l'Ordre des avocats de Paris de 1950 à 1954 avant de devenir bâtonnier de Paris en juin 1963, et le doyen des bâtonniers et des médaillés olympiques français.
Il est promu commandeur de la Légion d'Honneur le 10 février 1966 et élevé à la dignité de grand officier le 13 juillet 1995.
Son nom est choisi pour représenter la cent vingtième promotion des Officiers de réserve spécialistes d’état major (ORSEM) en août 2007. Son histoire est racontée dans le roman de Paul Greveillac Phrase d'armes, paru en août 2023.

## Palmarès

### Jeux olympiques
- Médaille d'or au fleuret par équipes aux Jeux olympiques d'été de 1932
- Médaille d'argent au fleuret par équipes aux Jeux olympiques d'été de 1936

### Championnats du monde
- Médaille d'argent au fleuret par équipes en 1935

## Distinctions

### Distinctions françaises
- Grand officier de la Légion d'honneur (13 juillet 1995)
- Grand officier de l'ordre national du Mérite
- Croix de guerre 1939-1945 avec deux citations
- Médaille de la Résistance avec rosette

### Distinctions américaines
- Distinguished Service Cross (États-Unis)
- Bronze Star Medal (États-Unis)

## Sources Biographiques
- Biographie René Bondoux Avocat, site du Who's Who in France.